# Evenredig aandeel
Het evenredig aandeel is de waarde van items die een entiteit idealiter zou verdienen of ontvangen. In de economie, filosofie en socialekeuzetheorie verwijst het naar de totale waarde van goederen, middelen of hulpbronnen waar een persoon of groep recht op heeft of aanspraak op maakt. 

## Eerlijke toewijzing van zetels

### Partijen
In parlementaire democratieën met evenredige vertegenwoordiging heeft elke politieke partij recht op zetels in verhouding tot het aantal stemmen dat zij heeft ontvangen. Dit is een probleem waarbij identieke, ondeelbare items (de zetels) worden verdeeld over entiteiten wat de zetelverdeling wordt genoemd.

#### Formule
Bij evenredige vertegenwoordiging op basis van een partijlijstenstelsel is het evenredig zetelaandeel van een politieke partij bijvoorbeeld gelijk aan het stemmenaandeel van die partij, vermenigvuldigd met het aantal zetels dat er te verdelen is. Het aantal zetels dat een partij idealiter zou krijgen is dus:
{\displaystyle {\text{Evenredig aandeel =}}{\frac {{\text{Stemmen}}_{\text{partij}}}{{\text{Stemmen}}_{\text{totaal}}}}\cdot {\text{Zetels}}}
Als er 5 beschikbare zetels zijn in kiesdistrict met 300 stemmers, en een partij heeft 106 stemmen gekregen, dan is evenredige aandeel voor deze partij ongeveer 1,77. Dezelfde waarde wordt verkregen door het aantal stemmen van een partij te delen door het Hare-quotum.

### Kiesdistricten
In een districtenstelsel heeft elk kiesdistrict recht op zetels in verhouding tot de omvang van de bevolking. Dit kan er toe leiden dat kleine kiesdistricten helemaal geen stem hebben. Daarom wordt er soms gebruik gemaakt van degressieve evenredigheid. Dit is het geval in de Europese Unie of de Verenigde Staten. Hierdoor staat het stemrecht niet langer in verhouding tot de omvang van de kiesdistricten, maar wordt wel gegarandeerd dat elk land of elke staat vertegenwoordigd is.